# Francesco Bartolomeo Rastrelli
Francesco Bartolomeo Rastrelli (rusko Франче́ско Бартоломе́о (Варфоломе́й Варфоломе́евич) Растре́лли), italijanski arhitekt, * 1700, Pariz, Kraljevina Francija, † 29. april 1771, Sankt Peterburg, Ruski imperij
Delal je predvsem v Rusiji. Razvil je lahko prepoznaven slog poznega baroka, tako razkošen kot veličasten. Njegova glavna dela, vključno Zimski dvorec v Sankt Peterburgu in Katarinina palača v Carskem selu, slovijo po ekstravagantnem razkošju in bogastvu okrasja.

## Življenjepis
Leta 1716 se je Bartolomeo preselil v Sankt Peterburg, ki je le štiri leta pred tem postal nova ruska prestolnica, skupaj s svojim očetom, italijanskim kiparjem Carlom Bartolomeom Rastrellijem (1675–1744). Njegova ambicija je bila združiti najnovejšo italijansko arhitekturno modo s tradicijo moskovskega baročnega sloga. Prvo pomembno naročilo je prišlo leta 1721, ko so ga prosili, naj zgradi palačo princu Dimitriju Cantemirju, nekdanjemu vladarju Moldavije.
Na mesto višjega dvornega arhitekta je bil imenovan leta 1730. Njegova dela so bila naklonjena monarhom tistega časa in to mesto je obdržal v času vladanja cesaric Ane (1730–1740) in Elizabete (1741–1762).
Zadnji in najbolj ambiciozen Rastrellijev projekt je bil samostan Smolni v Sankt Peterburgu, kjer naj bi cesarica Elizabeta preživela preostanek svojega življenja. Predvideni zvonik naj bi postal najvišja stavba v Sankt Peterburgu in celotni Rusiji. Elizabetina smrt leta 1762 je Rastrelliju preprečila dokončanje tega velikega načrta.
Nova cesarica Katarina II. je baročno arhitekturo zavrgla kot staromodno stepeno smetano, ostareli arhitekt pa se je umaknil na Kurlandijo, kjer je nadzoroval dokončanje in dekoracijo vojvodskih palač.
Zadnja leta je preživel v nejasnem trgovanju z italijanskimi trgovci z umetninami. V Cesarsko akademijo umetnosti je bil izvoljen nekaj mesecev pred smrtjo. Trg pred samostanom Smolni nosi Rastrellijevo ime že od leta 1923. Je subjekt skladbe Rastrelli v Sankt Peterburgu, ki jo je leta 2000 napisal italijanski skladatelj Lorenzo Ferrero.

### Družina
Živel je z očetom in materjo, imel je tudi ženo Marijo in tri otroke (enega sina in dve hčerki) po popisu iz leta 1737.
Sin Rastrelli (Joseph Jacob) je umrl decembra 1737 zaradi kolere, januarja 1738 pa je umrla njegova hči Eleanora.

## Cesarica Elizabeta Ruska (1741–1761)
Hči Petra I. je bila sumljiva do vseh, ki so služili dvoru njenih predhodnikov. Po pregledu vseh arhitektov v Sankt Peterburgu je bila cesarica prepričana, da je Francesco Rastrelli najboljši. Zato je Francesco začel služiti cesarici šele leta 1744.
V obdobju 1744-1760 je zgradil vse svoje slavne zgradbe:
- Poletna palača (uničena, pozidana s strani Inženirskega gradu)
- Lesena Zimska palača na Nevskem (uničena, mestne stolpnice)
- Kamnita Zimski dvorec (danes glavna stavba muzeja Ermitaž)
- Cerkev in samostan Smolni s štirimi cerkvami in celicami
- Palača kanclerja Voroncova v Sankt Peterburgu, obnovljena kot vojaška šola)
- Palača Stroganov, (zdaj je podružnica Državnega ruskega muzeja)
- Katarinina palača  v Carskem selu (obnovljena, Carsko selo (muzej-rezervat))
- Dokončanje in dekoracija notranjosti Aničkove palače v Sankt Peterburgu.

## Deset ohranjenih stavb Rastrellija
| #  | Slika | Ime                               | Lokacija                                       | Datum               |
| -- | ----- | --------------------------------- | ---------------------------------------------- | ------------------- |
| 1  |       | Rundāle (dvorec)                  | Pilsrundāle blizu mesta Bauska Latvija         | 1736–1740 1764–1767 |
| 2  |       | Jelgavska palača                  | Jelgava Latvija                                | 1738–1740 1763–1772 |
| 3  |       | Palača Petergof                   | Petergof blizu Sankt Peterburga · Rusija       | 1747–1755           |
| —  |       | Kapela palače Petergof            | Petergof blizu Sankt Peterburga · Rusija       | 1747–1751           |
| 4  |       | Cerkev sv. Andreja, Kijev         | Kijev Ukrajina                                 | 1748–1767           |
| 5  |       | Samostan Smolni                   | Sankt Peterburg · Rusija                       | 1748–1764           |
| 6  |       | Voroncova palača, Sankt Peterburg | Sankt Peterburg · Rusija                       | 1749–1757           |
| 7  |       | Katarinina palača                 | Carsko selo (Puškin, Sankt Peterburg) · Rusija | 1752–1756           |
| —  |       | Paviljon Ermitaž                  | Carsko selo (Puškin) · Rusija                  | 1749                |
| 8  |       | Mariinska palača                  | Kijev Ukrajina                                 | 1752 1870           |
| 9  |       | Palača Stroganov                  | Sankt Peterburg · Rusija                       | 1753–1754           |
| 10 |       | Zimski dvorec                     | Sankt Peterburg · Rusija                       | 1754–1762           |

Boris Vipper domneva, da je bil Rastrellijev zadnji (in nedokončani) načrt za neoklasicistično graščino Zaļenieki blizu Mitave (sodobna Jelgava).

## Uničene stavbe
| # | Slika | Ime                      | Opomba                                                        | Lokacija                           | Datum                               |
| - | ----- | ------------------------ | ------------------------------------------------------------- | ---------------------------------- | ----------------------------------- |
| 1 |       | Anina zimska palača      | Zgrajena iz lesa, nadomestila jo je Katarinina palača, Moskva | okrožje Lefortovo, Moskva · Rusija | 1731 nadomeščena 1736 pogorela 1746 |
| 2 |       | Anina zimska palača      | Nadomeščena z Zimsko palačo                                   | Sankt Peterburg · Rusija           | 1732–1735 uničena 1754              |
| 3 |       | Poletna palača           | Zgrajena iz lesa, nadomestil jo je Grad svetega Mihaela       | Sankt Peterburg · Rusija           | 1741–1744 uničena 1797              |
| 4 |       | Zimska kremeljska palača | Nadomeščena z Velika Kremeljska palača                        | Moskovski kremelj · Rusija         | 1747–1756 obnova 1798 uničena 1837  |

## Posmrtna slava
Rastrelli je kultna figura ruskega baroka. Njegove grafike s pokrajinami Carskega sela so bile v času Rastrellijevega življenja razširjene po vsej Evropi, nekaj primerov pa je v zbirkah Ukrajine in Nemčije.
- V Carskem selu je bil postavljen doprsni kip Rastrellija.
- Drugi doprsni kip slavnega arhitekta je bil postavljen na trgu St. Manege v Sankt Peterburgu.
- Leta 1972 je nastal dokumentarni film Arhitekt Rastrelli (režija Maria Kligman, Lennauchfilm, Rusija).
- Eden od trgov v Sankt Peterburgu se je imenoval Rastrellijev trg.
- Kvartet ruskih violončelistov, med katerimi so Kirill Kravcov, Mihail Degtjarev, Kirill Timofejev in Sergej Drabkin, se imenuje Rastrelli. Kvartet deluje v Nemčiji in igra glasbo od baroka do sodobnosti.